# Hildur Guðnadóttir
Hildur Ingveldardóttir Guðnadóttir (Reykjavik, 4 september 1982) is een IJslandse celliste en componiste, die concerten en cd-opnames maakte met bands als Pan Sonic, Throbbing Gristle en Múm. Haar eerste soloalbum Mount A werd in 2006 uitgebracht door 12 Tónar onder haar artiestennaam Lost In Hildurness, en in 2010 geremasterd en opnieuw uitgegeven door het Britse muzieklabel Touch Music onder haar eigen naam. In 2020 won Hildur met haar muziek voor de film Joker een Oscar, Golden Globe en een BAFTA.

## Levensloop
Hildur werd geboren in 1982 in Reykjavík en groeide op in Hafnarfjörður. Ze komt uit een familie van muzikanten. Haar vader, Guðni Franzson, is componist, klarinettist en leraar. Haar moeder, Ingveldur Guðrún Ólafsdóttir, is een operazangeres, en haar broer is Þórarinn Guðnason van de band Agent Fresco. Hildur begon op vijfjarige leeftijd cello te spelen en deed haar eerste professionele optreden toen ze tien was, samen met haar moeder in een restaurant. Ze ging naar de Reykjavik Music Academy en studeerde compositie en nieuwe media aan de IJsland Academie voor de Kunsten en de Universiteit voor de Kunsten Berlijn.
In 1997 richtte Hildur samen met haar vrienden uit Hafnarfjörður de band Woofer op, die datzelfde jaar deelnam aan Músíktilraun. Woofers haalden de finale, maar kregen ondanks de aandacht geen medaille. In het najaar van 1997 werd het enige grote album van de band uitgebracht, dat dezelfde naam droeg als de band. Hildur richtte in 2001 de band Rúnk op samen met Svavar Pétri Eysteinsson (Prins Póló), Benedikt Hermann Hermannsson (Benni Hemm Hemm), Birn Kristjánsson (Borko) en Ólaf Birn Ólafsson. Met Kerstmis bracht de band het kerstalbum Jólin er uit en een jaar later het album Gengi Dahls, dat grote populariteit genoot. De groep kwam tot de oprichting van het muziekfestival Innipúkinn.
In 2006 bracht Hildur een soloalbum uit onder de titel Mount A als Lost in Hildurness. Op het album bespeelde Hildur zelf alle instrumenten en beheerde de geluidsopnames. Het album werd opgenomen in New York en bij Hólar (Hólar í Hjaltadal). In 2009 bracht ze haar tweede soloalbum uit, Without Sinking op het label Touch Music. Naast cello was Hildur ook zangeres en koordirigente. Ze leidde onder meer een koor bij concerten van Throbbing Gristle in Oostenrijk en Londen. In 2006 schreef Hildur een begeleiding bij het toneelstuk Sumardag, dat te zien was in het Nationaal Theater.
In de wereld van filmmuziek heeft ze muziek gecomponeerd voor de films Kapringen (2012), Mary Magdalene (2018) (in samenwerking met Jóhann Jóhannsson), Sicario: Day of the Soldado (2018) en de televisieserie Chernobyl (2019). Ze componeerde ook de muziek voor de film Joker uit 2019, waarvoor ze in hetzelfde jaar de Premio Soundtrack Stars-prijs won op het filmfestival van Venetië.
In november 2019 werd Hildur genomineerd voor een Grammy Award voor haar muziek in Chernobyl. Ze won de prijs bij de Grammy Awards op 26 januari 2020. In 2020 won ze een Golden Globe voor muziek voor de film Joker, waarmee ze de eerste vrouw in 19 jaar werd die deze prijs ontving. Op 13 januari van datzelfde jaar werd ze ook genomineerd voor een Oscar voor de muziek uit de film. Hildur is de zevende IJslander die is genomineerd voor een Oscar. Hildur won de Oscar voor beste originele muziek en werd de eerste IJslander die een Oscar won. Hildur is ook de vierde vrouw die ooit een Oscar won voor originele filmmuziek.
Hildur werd op 17 juni 2020 onderscheiden met het Ridderkruis van de IJslandse Orde van de Valk voor haar bijdrage aan de IJslandse en internationale muziek.
In 2021 werkte Hildur samen met haar man, Sam Slater, aan de muziek voor het computerspel Battlefield 2042 van DICE en EA Games. De soundtrack werd uitgebracht op 10 september 2021.

## Discografie

### Albums
- 2006: Mount A (als Lost in Hildurness)
- 2006: In Transmediale (met Angel)
- 2006: Tu Non Mi Perderai Mai (met Jóhann Jóhannsson)
- 2007: Second Childhood (met BJ Nilsen en Stilluppsteypa)
- 2009: Without Sinking
- 2011: Pan Tone (met Hauschka)
- 2012: Leyfðu Ljósinu
- 2014: Saman
- 2015: End of Summer (met Jóhann Jóhannsson en Robert Aiki Aubrey Lowe)

### Soundtrackalbums
- 2018: Mary Magdalene (met Jóhann Jóhannsson)
- 2018: Sicario: Day of the Soldado
- 2019: Chernobyl
- 2019: Joker
- 2021: Battlefield 2042 (met Sam Slater)
- 2024: Joker: Folie à Deux

## Filmografie
| Jaar | Titel                                                 | Opmerkingen           |
| ---- | ----------------------------------------------------- | --------------------- |
| 2011 | The Bleeding House                                    |                       |
| 2012 | Kapringen                                             |                       |
| 2012 | Astro - Uma Fábula Urbana em um Rio de Janeiro Mágico |                       |
| 2013 | Jîn                                                   |                       |
| 2016 | Eiðurinn                                              |                       |
| 2017 | Tom of Finland                                        | met Lasse Enersen     |
| 2017 | Journey's End                                         | met Natalie Holt      |
| 2018 | Mary Magdalene                                        | met Jóhann Jóhannsson |
| 2018 | Sicario: Day of the Soldado                           |                       |
| 2019 | Joker                                                 |                       |
| 2022 | Tár                                                   |                       |
| 2022 | Women Talking                                         |                       |
| 2023 | A Haunting in Venice                                  |                       |
| 2024 | Joker: Folie à Deux                                   |                       |

## Overige producties

### Computerspellen
| Jaar | Titel            | Opmerkingen    |
| ---- | ---------------- | -------------- |
| 2021 | Battlefield 2042 | met Sam Slater |

### Televisieseries
| Jaar | Titel     | Opmerkingen                                  |
| ---- | --------- | -------------------------------------------- |
| 2015 | Trapped   | met Jóhann Jóhannsson en Rutger Hoedemaekers |
| 2019 | Chernobyl |                                              |

### Documentaires
| Jaar | Titel                                         | Opmerkingen                        |
| ---- | --------------------------------------------- | ---------------------------------- |
| 2013 | Graduates: Freedom is Not for Free            | met Zoe Keating en Richard Skelton |
| 2014 | Ming of Harlem: Twenty One Storeys in the Air |                                    |
| 2017 | Strong Islands                                | met Craig Sutherland               |

### Muzikante
| Jaar | Titel         | Opmerkingen                                       |
| ---- | ------------- | ------------------------------------------------- |
| 2013 | Prisoners     | voor Jóhann Jóhannsson                            |
| 2015 | Sicario       | voor Jóhann Jóhannsson                            |
| 2015 | The Revenant  | voor Alva Noto en Ryuichi Sakamoto                |
| 2016 | Arrival       | voor Jóhann Jóhannsson                            |
| 2016 | Autumn Lights | voor Hugi Gudmundsson en Hjörtur Ingvi Jóhannsson |
| 2018 | The Mercy     | voor Jóhann Jóhannsson                            |
| 2021 | Candyman      | voor Robert Aiki Aubrey Lowe                      |

## Prijzen en nominaties

### Academy Awards
| Jaar | Titel | Categorie        | Uitslag  |
| ---- | ----- | ---------------- | -------- |
| 2020 | Joker | Beste filmmuziek | Gewonnen |

### BAFTA Awards
| Jaar | Titel | Categorie        | Uitslag  |
| ---- | ----- | ---------------- | -------- |
| 2020 | Joker | Beste filmmuziek | Gewonnen |

### Emmy Awards
| Jaar | Titel     | Categorie | Uitslag  |
| ---- | --------- | --- | -------- |
| 2019 | Chernobyl | Beste compositie voor een miniserie, film of special (dramatische achtergrondmuziek) voor afl. "Please Remain Calm" | Gewonnen |

### Critics' Choice Awards
| Jaar | Titel         | Categorie        | Uitslag     |
| ---- | ------------- | ---------------- | ----------- |
| 2020 | Joker         | Beste filmmuziek | Gewonnen    |
| 2023 | Tár           | Beste filmmuziek | Gewonnen    |
| 2023 | Women Talking | Beste filmmuziek | Genomineerd |

### Golden Globe Awards
| Jaar | Titel         | Categorie        | Uitslag     |
| ---- | ------------- | ---------------- | ----------- |
| 2020 | Joker         | Beste filmmuziek | Gewonnen    |
| 2023 | Women Talking | Beste filmmuziek | Genomineerd |

### Grammy Awards
| Jaar | Titel     | Categorie                                                           | Uitslag     |
| ---- | --------- | ------------------------------------------------------------------- | ----------- |
| 2020 | Chernobyl | Beste partituur soundtrack voor visuele media                       | Gewonnen    |
| 2021 | Joker     | Beste partituur soundtrack voor visuele media                       | Gewonnen    |
| 2021 | Joker     | Beste arrangement, instrumentaal of a cappella, voor Bathroom Dance | Genomineerd |

## Hitlijsten

### Albums
| Album met hitnotering(en) in de Vlaamse Ultratop 200 albums | Datum van verschijnen | Datum van binnenkomst | Hoogste positie | Aantal weken | Opmerkingen |
| ----------------------------------------------------------- | --------------------- | --------------------- | --------------- | ------------ | ----------- |
| Joker                                                       | 2019                  | 12-10-2019            | 125             | 3            | soundtrack  |